# Famous Dex
Dexter Tiewon Gore Jr. (n. 6 septembrie 1993), cunoscut sub numele său de scenă Famous Dex, este un rapper, cântăreț și compozitor american. Este cunoscut pentru cântecele sale „Pick It Up” și „Japan”, care au atins pozițiile 54 și respectiv 28 în Billboard Hot 100.